# Biathlon-Weltcup 1998/99
Der Biathlon-Weltcup 1998/99 war eine Wettkampfserie im Biathlon, die aus jeweils 23 Einzel- und 6 Staffelrennen für Männer und Frauen bestand und an neun Veranstaltungsorten ausgetragen wurde. Neben den acht Weltcupveranstaltungen in Hochfilzen, Osrblie, Oberhof, Ruhpolding, Antholz, Lake Placid, Valcartier und Oslo (Holmenkollen) gingen auch die im finnischen Kontiolahti ausgetragenen Biathlon-Weltmeisterschaften in die Weltcupwertung ein. Während der Saison nahmen Athleten aus 31 Nationalverbänden an Weltcupveranstaltungen teil, alle bei den Männern und 24 bei den Frauen. Den Gesamtweltcup bei den Männern gewann Sven Fischer vor Ole Einar Bjørndalen und Frank Luck, bei den Frauen Magdalena Forsberg vor Alena Subrylawa und Uschi Disl. Die Nationenwertung gewann bei den Männern Deutschland vor Norwegen während sich bei den Frauen Deutschland vor Russland platzieren konnte.

## Männer

### Resultate
| 1. Weltcup in Hochfilzen, 11. Dezember 1998 – 13. Dezember 1998 | 1. Weltcup in Hochfilzen, 11. Dezember 1998 – 13. Dezember 1998 | 1. Weltcup in Hochfilzen, 11. Dezember 1998 – 13. Dezember 1998 | 1. Weltcup in Hochfilzen, 11. Dezember 1998 – 13. Dezember 1998 | 1. Weltcup in Hochfilzen, 11. Dezember 1998 – 13. Dezember 1998 |
| --------------------------------------------------------------- | --------------------------------------------------------------- | --------------------------------------------------------------- | --------------------------------------------------------------- | --------------------------------------------------------------- |
| Datum                                                           | Disziplin                                                       | Erster Platz                                                    | Zweiter Platz                                                   | Dritter Platz                                                   |
| 11. Dezember 1998 (Fr.)                                         | Sprint (10 km)                                                  | Ole Einar Bjørndalen                                            | Raphaël Poirée                                                  | Pawel Rostowzew                                                 |
| 12. Dezember 1998 (Sa.)                                         | Verfolgung (12,5 km)                                            | Raphaël Poirée                                                  | Ole Einar Bjørndalen                                            | Sven Fischer                                                    |
| 13. Dezember 1998 (So.)                                         | Einzel (20 km)                                                  | Aleh Ryschankou                                                 | Ole Einar Bjørndalen                                            | Ivan Masařík                                                    |

| 2. Weltcup in Osrblie, 16. Dezember 1998 – 20. Dezember 1998 | 2. Weltcup in Osrblie, 16. Dezember 1998 – 20. Dezember 1998 | 2. Weltcup in Osrblie, 16. Dezember 1998 – 20. Dezember 1998 | 2. Weltcup in Osrblie, 16. Dezember 1998 – 20. Dezember 1998           | 2. Weltcup in Osrblie, 16. Dezember 1998 – 20. Dezember 1998                |
| ------------------------------------------------------------ | ------------------------------------------------------------ | ------------------------------------------------------------ | ---------------------------------------------------------------------- | --------------------------------------------------------------------------- |
| Datum                                                        | Disziplin                                                    | Erster Platz                                                 | Zweiter Platz                                                          | Dritter Platz                                                               |
| 16. Dezember 1998 (Mi.)                                      | Einzel (20 km)                                               | Pawel Rostowzew                                              | Vesa Hietalahti                                                        | René Cattarinussi                                                           |
| 18. Dezember 1998 (Fr.)                                      | Staffel (4 × 7,5 km)                                         | Deutschland Ricco Groß Peter Sendel Sven Fischer Frank Luck  | Belarus Aljaxej Ajdarau Iwan Pesterew Wadsim Saschuryn Aleh Ryschankou | Norwegen Halvard Hanevold Egil Gjelland Dag Bjørndalen Ole Einar Bjørndalen |
| 19. Dezember 1998 (Sa.)                                      | Sprint (10 km)                                               | Sven Fischer                                                 | Oļegs Maļuhins                                                         | Raphaël Poirée                                                              |
| 20. Dezember 1998 (So.)                                      | Verfolgung (12,5 km)                                         | Sven Fischer                                                 | Raphaël Poirée                                                         | Pawel Rostowzew                                                             |

| 3. Weltcup in Oberhof, 8. Januar 1999 – 10. Januar 1999 | 3. Weltcup in Oberhof, 8. Januar 1999 – 10. Januar 1999 | 3. Weltcup in Oberhof, 8. Januar 1999 – 10. Januar 1999     | 3. Weltcup in Oberhof, 8. Januar 1999 – 10. Januar 1999                          | 3. Weltcup in Oberhof, 8. Januar 1999 – 10. Januar 1999                 |
| ------------------------------------------------------- | ------------------------------------------------------- | ----------------------------------------------------------- | -------------------------------------------------------------------------------- | ----------------------------------------------------------------------- |
| Datum                                                   | Disziplin                                               | Erster Platz                                                | Zweiter Platz                                                                    | Dritter Platz                                                           |
| 8. Januar 1999 (Fr.)                                    | Sprint (10 km)                                          | Wladimir Dratschow                                          | Ole Einar Bjørndalen                                                             | Ricco Groß                                                              |
| 9. Januar 1999 (Sa.)                                    | Verfolgung (12,5 km)                                    | Ole Einar Bjørndalen                                        | Ricco Groß                                                                       | Frank Luck                                                              |
| 10. Januar 1999 (So.)                                   | Staffel (4 × 7,5 km)                                    | Deutschland Ricco Groß Peter Sendel Sven Fischer Frank Luck | Russland Sergei Roschkow Wladimir Dratschow Wjatscheslaw Kunajew Wiktor Maigurow | Norwegen Egil Gjelland Sylfest Glimsdal Frode Andresen Halvard Hanevold |

| 4. Weltcup in Ruhpolding, 13. Januar 1999 – 17. Januar 1999 | 4. Weltcup in Ruhpolding, 13. Januar 1999 – 17. Januar 1999 | 4. Weltcup in Ruhpolding, 13. Januar 1999 – 17. Januar 1999 | 4. Weltcup in Ruhpolding, 13. Januar 1999 – 17. Januar 1999                 | 4. Weltcup in Ruhpolding, 13. Januar 1999 – 17. Januar 1999              |
| ----------------------------------------------------------- | ----------------------------------------------------------- | ----------------------------------------------------------- | --------------------------------------------------------------------------- | ------------------------------------------------------------------------ |
| Datum                                                       | Disziplin                                                   | Erster Platz                                                | Zweiter Platz                                                               | Dritter Platz                                                            |
| 13. Januar 1999 (Mi.)                                       | Massenstart (15 km)                                         | Raphaël Poirée                                              | Frank Luck                                                                  | Sergei Roschkow                                                          |
| 14. Januar 1999 (Do.)                                       | Staffel (4 × 7,5 km)                                        | Deutschland Ricco Groß Peter Sendel Sven Fischer Frank Luck | Russland Wiktor Maigurow Wladimir Dratschow Sergei Roschkow Pawel Rostowzew | Finnland Ville Räikkönen Vesa Hietalahti Mikko Uusipaikka Paavo Puurunen |
| 16. Januar 1999 (Sa.)                                       | Sprint (10 km)                                              | Aljaxej Ajdarau                                             | Sylfest Glimsdal                                                            | Fredrik Kuoppa                                                           |
| 17. Januar 1999 (So.)                                       | Verfolgung (12,5 km)                                        | Raphaël Poirée                                              | Ricco Groß                                                                  | Sven Fischer                                                             |

| 5. Weltcup in Antholz, 22. Januar 1999 – 24. Januar 1999 | 5. Weltcup in Antholz, 22. Januar 1999 – 24. Januar 1999 | 5. Weltcup in Antholz, 22. Januar 1999 – 24. Januar 1999    | 5. Weltcup in Antholz, 22. Januar 1999 – 24. Januar 1999                       | 5. Weltcup in Antholz, 22. Januar 1999 – 24. Januar 1999                    |
| -------------------------------------------------------- | -------------------------------------------------------- | ----------------------------------------------------------- | ------------------------------------------------------------------------------ | --------------------------------------------------------------------------- |
| Datum                                                    | Disziplin                                                | Erster Platz                                                | Zweiter Platz                                                                  | Dritter Platz                                                               |
| 22. Januar 1999 (Fr.)                                    | Sprint (10 km)                                           | René Cattarinussi                                           | Frank Luck                                                                     | Ricco Groß                                                                  |
| 23. Januar 1999 (Sa.)                                    | Verfolgung (12,5 km)                                     | Ole Einar Bjørndalen                                        | Carsten Heymann                                                                | Halvard Hanevold                                                            |
| 24. Januar 1999 (So.)                                    | Staffel (4 × 7,5 km)                                     | Deutschland Ricco Groß Peter Sendel Sven Fischer Frank Luck | Italien René Cattarinussi Patrick Favre Wilfried Pallhuber Pieralberto Carrara | Norwegen Halvard Hanevold Dag Bjørndalen Egil Gjelland Ole Einar Bjørndalen |

| Biathlon-Weltmeisterschaften in Kontiolahti, 12. Februar 1999 – 14. Februar 1999 | Biathlon-Weltmeisterschaften in Kontiolahti, 12. Februar 1999 – 14. Februar 1999 | Biathlon-Weltmeisterschaften in Kontiolahti, 12. Februar 1999 – 14. Februar 1999 | Biathlon-Weltmeisterschaften in Kontiolahti, 12. Februar 1999 – 14. Februar 1999 | Biathlon-Weltmeisterschaften in Kontiolahti, 12. Februar 1999 – 14. Februar 1999 |
| -------------------------------------------------------------------------------- | -------------------------------------------------------------------------------- | -------------------------------------------------------------------------------- | -------------------------------------------------------------------------------- | -------------------------------------------------------------------------------- |
| Datum                                                                            | Disziplin                                                                        | Erster Platz                                                                     | Zweiter Platz                                                                    | Dritter Platz                                                                    |
| 12. Februar 1999 (Fr.)                                                           | Sprint (10 km)                                                                   | Frank Luck                                                                       | Patrick Favre                                                                    | Frode Andresen                                                                   |
| 13. Februar 1999 (Sa.)                                                           | Verfolgung (12,5 km)                                                             | Ricco Groß                                                                       | Frank Luck                                                                       | Sven Fischer                                                                     |
| 14. Februar 1999 (So.)                                                           | Staffel (4 × 7,5 km)                                                             | Belarus Aljaxej Ajdarau Pjotr Iwaschka Wadsim Saschuryn Aleh Ryschankou          | Russland Wiktor Maigurow Wladimir Dratschow Sergei Roschkow Pawel Rostowzew      | Norwegen Halvard Hanevold Dag Bjørndalen Frode Andresen Ole Einar Bjørndalen     |

| 6. Weltcup in Lake Placid, 26. Februar 1999 – 28. Februar 1999 | 6. Weltcup in Lake Placid, 26. Februar 1999 – 28. Februar 1999 | 6. Weltcup in Lake Placid, 26. Februar 1999 – 28. Februar 1999              | 6. Weltcup in Lake Placid, 26. Februar 1999 – 28. Februar 1999 | 6. Weltcup in Lake Placid, 26. Februar 1999 – 28. Februar 1999           |
| -------------------------------------------------------------- | -------------------------------------------------------------- | --------------------------------------------------------------------------- | -------------------------------------------------------------- | ------------------------------------------------------------------------ |
| Datum                                                          | Disziplin                                                      | Erster Platz                                                                | Zweiter Platz                                                  | Dritter Platz                                                            |
| 26. Februar 1999 (Fr.)                                         | Sprint (10 km)                                                 | Sven Fischer                                                                | René Cattarinussi                                              | Jan Wüstenfeld                                                           |
| 27. Februar 1999 (Sa.)                                         | Verfolgung (12,5 km)                                           | Raphaël Poirée                                                              | Peter Sendel                                                   | Sven Fischer                                                             |
| 28. Februar 1999 (So.)                                         | Staffel (4 × 7,5 km)                                           | Russland Wiktor Maigurow Wladimir Dratschow Sergei Roschkow Pawel Rostowzew | Deutschland Frank Luck Ricco Groß Peter Sendel Sven Fischer    | Norwegen Frode Andresen Dag Bjørndalen Sylfest Glimsdal Halvard Hanevold |

| 7. Weltcup in Valcartier, 4. März 1999 – 6. März 1999 | 7. Weltcup in Valcartier, 4. März 1999 – 6. März 1999 | 7. Weltcup in Valcartier, 4. März 1999 – 6. März 1999 | 7. Weltcup in Valcartier, 4. März 1999 – 6. März 1999 | 7. Weltcup in Valcartier, 4. März 1999 – 6. März 1999 |
| ----------------------------------------------------- | ----------------------------------------------------- | ----------------------------------------------------- | ----------------------------------------------------- | ----------------------------------------------------- |
| Datum                                                 | Disziplin                                             | Erster Platz                                          | Zweiter Platz                                         | Dritter Platz                                         |
| 4. März (Do.)                                         | Sprint (10 km)                                        | Oļegs Maļuhins                                        | Ole Einar Bjørndalen                                  | Frode Andresen                                        |
| 6. März (Sa.)                                         | Verfolgung (12,5 km)                                  | Frode Andresen                                        | Halvard Hanevold                                      | Sven Fischer                                          |

| 8. Weltcup in Holmenkollen, 11. März 1999 – 14. März 1999 | 8. Weltcup in Holmenkollen, 11. März 1999 – 14. März 1999 | 8. Weltcup in Holmenkollen, 11. März 1999 – 14. März 1999 | 8. Weltcup in Holmenkollen, 11. März 1999 – 14. März 1999 | 8. Weltcup in Holmenkollen, 11. März 1999 – 14. März 1999 |
| --------------------------------------------------------- | --------------------------------------------------------- | --------------------------------------------------------- | --------------------------------------------------------- | --------------------------------------------------------- |
| Datum                                                     | Disziplin                                                 | Erster Platz                                              | Zweiter Platz                                             | Dritter Platz                                             |
| 11. März (Do.)                                            | Einzel (20 km) WM                                         | Sven Fischer                                              | Ricco Groß                                                | Wadsim Saschuryn                                          |
| 12. März 1999 (Fr.)                                       | Sprint (10 km)                                            | Halvard Hanevold Sven Fischer                             |                                                           | Andrij Derysemlja                                         |
| 13. März 1999 (Sa.)                                       | Massenstart (12,5 km) WM                                  | Sven Fischer                                              | Wladimir Dratschow                                        | Ole Einar Bjørndalen                                      |
| 14. März 1999 (So.)                                       | Verfolgung (12,5 km)                                      | Frank Luck                                                | Raphaël Poirée                                            | Ricco Groß                                                |

### Weltcupstände
| Endstand nach 23 Rennen (Top 10) |                      |        |       |
| \| Rang \| Name \| Punkte \| Siege \| \| ---- \| -------------------- \| ------ \| ----- \| \| 01 \| Sven Fischer \| 443 \| 6 \| \| 02 \| Ole Einar Bjørndalen \| 397 \| 3 \| \| 03 \| Frank Luck \| 390 \| 2 \| \| 04 \| Ricco Groß \| 367 \| 1 \| \| 05 \| Raphaël Poirée \| 365 \| 4 \| \| 06 \| Pawel Rostowzew \| 330 \| 1 \| \| 07 \| Halvard Hanevold \| 322 \| 1 \| \| 08 \| Wadsim Saschuryn \| 303 \| 0 \| \| 09 \| Peter Sendel \| 291 \| 0 \| \| 10 \| René Cattarinussi \| 290 \| 1 \| |                      |        |       |
| Rang | Name                 | Punkte | Siege |
| 01 | Sven Fischer         | 443    | 6     |
| 02 | Ole Einar Bjørndalen | 397    | 3     |
| 03 | Frank Luck           | 390    | 2     |
| 04 | Ricco Groß           | 367    | 1     |
| 05 | Raphaël Poirée       | 365    | 4     |
| 06 | Pawel Rostowzew      | 330    | 1     |
| 07 | Halvard Hanevold     | 322    | 1     |
| 08 | Wadsim Saschuryn     | 303    | 0     |
| 09 | Peter Sendel         | 291    | 0     |
| 10 | René Cattarinussi    | 290    | 1     |

| Rang | Name                 | Punkte | Siege |
| ---- | -------------------- | ------ | ----- |
| 01   | Pawel Rostowzew      | 62     | 1     |
| 02   | Sven Fischer         | 62     | 1     |
| 03   | Aleh Ryschankou      | 61     | 1     |
| 04   | Ole Einar Bjørndalen | 48     | 0     |
| 05   | Vesa Hietalahti      | 43     | 0     |
| 06   | René Cattarinussi    | 42     | 0     |
| 07   | Sergei Roschkow      | 39     | 0     |
| 08   | Ivan Masařík         | 37     | 0     |
| 09   | Frank Luck           | 37     | 0     |
| 10   | Ricco Groß           | 35     | 0     |

| Rang | Name                 | Punkte | Siege |
| ---- | -------------------- | ------ | ----- |
| 01   | Sven Fischer         | 170    | 3     |
| 02   | Frank Luck           | 161    | 1     |
| 03   | Halvard Hanevold     | 151    | 1     |
| 04   | Ricco Groß           | 137    | 0     |
| 05   | Frode Andresen       | 133    | 0     |
| 06   | Ole Einar Bjørndalen | 130    | 1     |
| 07   | Wadsim Saschuryn     | 128    | 0     |
| 08   | Pawel Rostowzew      | 123    | 0     |
| 09   | Oļegs Maļuhins       | 113    | 1     |
| 10   | René Cattarinussi    | 112    | 1     |

| Rang | Name                 | Punkte | Siege |
| ---- | -------------------- | ------ | ----- |
| 01   | Raphaël Poirée       | 185    | 3     |
| 02   | Sven Fischer         | 184    | 1     |
| 03   | Ole Einar Bjørndalen | 174    | 2     |
| 04   | Frank Luck           | 174    | 1     |
| 05   | Ricco Groß           | 168    | 1     |
| 06   | Pawel Rostowzew      | 140    | 0     |
| 07   | Halvard Hanevold     | 136    | 0     |
| 08   | Peter Sendel         | 135    | 0     |
| 09   | Wadsim Saschuryn     | 135    | 0     |
| 10   | René Cattarinussi    | 120    | 0     |

| Rang | Name                 | Punkte | Siege |
| ---- | -------------------- | ------ | ----- |
| 01   | Sven Fischer         | 48     | 1     |
| 02   | Raphaël Poirée       | 47     | 1     |
| 03   | Ole Einar Bjørndalen | 45     | 0     |
| 04   | Wladimir Dratschow   | 41     | 0     |
| 05   | Ricco Groß           | 38     | 0     |
| 06   | Frank Luck           | 32     | 0     |
| 07   | Dag Bjørndalen       | 27     | 0     |
| 08   | Peter Sendel         | 26     | 0     |
| 09   | Sergei Roschkow      | 24     | 0     |
| 10   | Frode Andresen       | 24     | 0     |

| Rang | Land        | Punkte | Siege |
| ---- | ----------- | ------ | ----- |
| 01   | Deutschland | 146    | 5     |
| 02   | Russland    | 129    | 1     |
| 03   | Norwegen    | 120    | 0     |
| 04   | Belarus     | 115    | 0     |
| 05   | Finnland    | 104    | 0     |
| 06   | Frankreich  | 102    | 0     |
| 07   | Slowenien   | 96     | 0     |
| 08   | Italien     | 93     | 0     |
| 09   | Polen       | 83     | 0     |
| 10   | Lettland    | 77     | 0     |

| Rang | Land        | Punkte | Siege |
| ---- | ----------- | ------ | ----- |
| 01   | Deutschland | 3626   | 10    |
| 02   | Norwegen    | 3505   | 2     |
| 03   | Russland    | 3474   | 3     |
| 04   | Belarus     | 3361   | 2     |
| 05   | Italien     | 3237   | 1     |
| 06   | Österreich  | 3166   | 0     |
| 07   | Frankreich  | 3095   | 0     |
| 08   | Finnland    | 3085   | 0     |
| 09   | Lettland    | 2997   | 1     |
| 10   | Tschechien  | 2771   | 0     |

### Tabelle

#### Ergebnisse Athleten
| Pos. | Biathlet               | Hochfilzen | Hochfilzen | Hochfilzen | Osrblie | Osrblie | Osrblie | Oberhof | Oberhof | Ruhpolding | Ruhpolding | Ruhpolding | Antholz | Antholz | Kontiolahti | Kontiolahti | Lake Placid | Lake Placid | Valcartier | Valcartier | Oslo | Oslo | Oslo | Oslo | Punkte |
| Pos. | Biathlet               | Sp         | Vf         | Ez         | Ez      | Sp      | Vf      | Sp      | Vf      | Ms         | Sp         | Vf         | Sp      | Vf      | Sp          | Vf          | Sp          | Vf          | Sp         | Vf         | Ez   | Sp   | Ms   | Vf   | Punkte |
| ---- | ---------------------- | ---------- | ---------- | ---------- | ------- | ------- | ------- | ------- | ------- | ---------- | ---------- | ---------- | ------- | ------- | ----------- | ----------- | ----------- | ----------- | ---------- | ---------- | ---- | ---- | ---- | ---- | ------ |
| 01   | Sven Fischer           | 008        | 003        | 009        | 011     | 001     | 001     | 018     | 005     | 008        | 010        | 003        | –       | –       | 007         | 003         | 001         | 003         | 007        | 003        | 001  | 001  | 001  | 013  | 443    |
| 02   | Ole Einar Bjørndalen   | 001        | 002        | 002        | 077     | 013     | 011     | 002     | 001     | 005        | 037        | 008        | 004     | 001     | 019         | 005         | –           | –           | 002        | 006        | 004  | 020  | 003  | 012  | 397    |
| 03   | Frank Luck             | 004        | 011        | 008        | 009     | 004     | 004     | 007     | 003     | 002        | 018        | 010        | 002     | 005     | 001         | 002         | 014         | 008         | 022        | 024        | 024  | 008  | 020  | 001  | 390    |
| 04   | Ricco Groß             | 022        | 019        | 017        | 037     | 011     | 010     | 003     | 002     | 006        | 005        | 002        | 003     | 010     | 006         | 001         | 007         | 012         | 026        | 017        | 002  | 016  | 008  | 003  | 367    |
| 05   | Raphaël Poirée         | 002        | 001        | 044        | 007     | 003     | 002     | 038     | 028     | 001        | 015        | 001        | 009     | 019     | 026         | 011         | 011         | 001         | 027        | 005        | 019  | 012  | 009  | 002  | 365    |
| 06   | Pawel Rostowzew        | 003        | 006        | 013        | 001     | 016     | 003     | 004     | 006     | 020        | 011        | 004        | 006     | 004     | 051         | 035         | 025         | 011         | 014        | 015        | 007  | 007  | –    | 020  | 330    |
| 07   | Halvard Hanevold       | 007        | 004        | 014        | 072     | 066     | –       | 013     | 007     | 012        | 004        | 013        | 013     | 003     | 013         | 013         | 006         | 007         | 005        | 002        | 037  | 001  | 017  | 031  | 322    |
| 08   | Wadsim Saschuryn       | 009        | 009        | 034        | 021     | 019     | 005     | 005     | 010     | 017        | 008        | 016        | 011     | 006     | 020         | 026         | 021         | 016         | 004        | 004        | 003  | 009  | 014  | 007  | 303    |
| 09   | Peter Sendel           | 006        | 031        | 016        | 016     | 031     | 009     | 017     | 009     | 004        | 025        | 005        | 005     | 007     | 050         | 015         | 010         | 002         | 010        | 023        | 018  | 006  | 022  | 005  | 291    |
| 10   | René Cattarinussi      | 021        | 010        | 050        | 003     | 005     | 008     | –       | –       | –          | 058        | 011        | 001     | 011     | 030         | 012         | 002         | 006         | 009        | 031        | 008  | 013  | 010  | 004  | 290    |
| 11   | Frode Andresen         | 015        | 013        | 055        | 017     | 049     | 019     | 021     | 011     | 022        | 012        | 024        | 012     | 013     | 003         | 027         | 007         | 022         | 003        | 001        | 053  | 004  | 006  | 016  | 260    |
| 12   | Aljaxej Ajdarau        | 066        | –          | 006        | 014     | 047     | 014     | 011     | 004     | 010        | 001        | 006        | 021     | 016     | 008         | 007         | 033         | 030         | 018        | 012        | 035  | 010  | 025  | DNS  | 238    |
| 13   | Wladimir Dratschow     | 010        | 008        | 040        | 026     | 083     | –       | 001     | 013     | 011        | 038        | 009        | 031     | 012     | 025         | 009         | 016         | 004         | 019        | 016        | 005  | 041  | 002  | DNS  | 237    |
| 14   | Aleh Ryschankou        | 013        | 017        | 001        | 010     | 006     | 013     | 031     | 023     | 007        | 013        | 023        | 015     | 039     | 009         | 010         | 022         | 026         | 013        | DNF        | 011  | 040  | 023  | DNS  | 218    |
| 15   | Vesa Hietalahti        | 005        | 026        | 015        | 002     | 015     | 007     | 009     | 008     | 016        | 051        | 035        | 048     | DNS     | 056         | 042         | 013         | 017         | 028        | 018        | 020  | 019  | –    | 010  | 192    |
| 16   | Oļegs Maļuhins         | 014        | 023        | 043        | 046     | 002     | 039     | –       | –       | –          | 018        | 038        | 024     | 023     | 005         | 004         | 012         | 013         | 001        | 008        | 028  | DNS  | 007  | –    | 191    |
| 17   | Ludwig Gredler         | 032        | 018        | 027        | –       | –       | –       | –       | –       | –          | 043        | 053        | 014     | 018     | 004         | 023         | 004         | 010         | 035        | 009        | 012  | 011  | 005  | 006  | 178    |
| 18   | Sylfest Glimsdal       | –          | –          | 047        | 006     | 046     | 029     | 020     | 020     | –          | 002        | 015        | 010     | 028     | 017         | 030         | 035         | 025         | 006        | 007        | 017  | 037  | 013  | 009  | 173    |
| 19   | Sergei Roschkow        | 061        | –          | 005        | 008     | 008     | 022     | 016     | 016     | 003        | 049        | 029        | 022     | 015     | 053         | 018         | 015         | 015         | 008        | DNS        | –    | –    | –    | –    | 168    |
| 20   | Wolfgang Perner        | 037        | 030        | 019        | 023     | 029     | 032     | 014     | 012     | 009        | 022        | 020        | 016     | 021     | 032         | 019         | 009         | 005         | 015        | 020        | 023  | 022  | 021  | 019  | 159    |
| 21   | Carsten Heymann        | 027        | 012        | 031        | 013     | 022     | 017     | 025     | 017     | 013        | 016        | 014        | 008     | 002     | –           | –           | 042         | 045         | 045        | 026        | –    | 014  | –    | 021  | 146    |
| 22   | Dag Bjørndalen         | 018        | 016        | 011        | DNS     | 009     | 027     | –       | –       | 014        | 048        | 025        | 018     | 009     | 022         | 014         | DNS         | –           | 023        | 013        | 029  | 023  | 011  | 025  | 139    |
| 23   | Ilmārs Bricis          | 020        | 014        | 039        | 044     | 024     | 012     | –       | –       | –          | DNS        | –          | 023     | 017     | 012         | 006         | 036         | 029         | 032        | 014        | 010  | 025  | 015  | 015  | 131    |
| 24   | Wilfried Pallhuber     | 011        | 029        | 049        | 025     | 034     | 020     | –       | –       | –          | 094        | –          | 007     | 020     | 033         | 021         | 027         | 009         | 024        | 019        | 021  | 031  | 012  | 011  | 112    |
| 25   | Wiktor Maigurow        | 038        | 046        | 010        | 036     | 025     | 018     | 027     | 021     | –          | 017        | 021        | 033     | 034     | –           | –           | 017         | 020         | 011        | 011        | 041  | 005  | –    | 029  | 110    |
| 26   | Patrick Favre          | 029        | 022        | 023        | 030     | 052     | 043     | –       | –       | –          | 042        | 039        | 047     | 033     | 002         | 008         | 018         | 019         | 011        | 022        | 022  | 027  | 019  | 018  | 104    |
| 27   | Wolfgang Rottmann      | 042        | 036        | 018        | 004     | 028     | 031     | 008     | 022     | 021        | 006        | 018        | 020     | 022     | 021         | 036         | DNS         | –           | –          | –          | 059  | 036  | –    | 034  | 100    |
| 28   | Paavo Puurunen         | 017        | 007        | 026        | 029     | 026     | 028     | –       | –       | –          | 039        | 032        | 037     | DNF     | 011         | 016         | 023         | 027         | 021        | 028        | 009  | 039  | 004  | DNS  | 100    |
| 29   | Ivan Masařík           | 012        | 005        | 003        | 038     | 038     | 026     | 047     | 027     | 018        | 020        | 017        | –       | –       | 043         | 025         | 043         | 032         | 031        | 027        | 013  | 048  | 024  | 033  | 098    |
| 30   | Stéphane Azambre       | 039        | 024        | 004        | 081     | 007     | 006     | 022     | 018     | 024        | 024        | 043        | 039     | 026     | 029         | 043         | 019         | 033         | 055        | 045        | 049  | 058  | –    | DNF  | 086    |
| 31   | Jan Wüstenfeld         | 044        | 027        | 041        | 022     | 057     | 042     | 055     | DNS     | –          | 007        | 007        | 046     | 038     | –           | –           | 003         | 014         | 042        | 044        | –    | 054  | –    | 038  | 078    |
| 32   | Jean-Marc Chabloz      | 048        | DNF        | 021        | 031     | 033     | 024     | 006     | 015     | 015        | 021        | 030        | 034     | DNF     | 040         | 039         | 020         | 036         | 053        | 043        | 032  | 044  | –    | 035  | 060    |
| 33   | Ville Räikkönen        | 045        | 035        | 032        | 020     | 017     | 047     | –       | –       | –          | 040        | 022        | 053     | 025     | 036         | 020         | 024         | 024         | 029        | 032        | 026  | 015  | 016  | 022  | 055    |
| 34   | Wjatscheslaw Kunajew   | –          | –          | –          | –       | –       | –       | 034     | 037     | –          | 041        | 034        | 019     | 036     | –           | –           | –           | –           | –          | –          | 006  | 018  | –    | 008  | 053    |
| 35   | Janez Ožbolt           | 047        | 034        | 061        | 055     | 014     | 033     | 010     | 014     | 023        | 050        | 037        | 050     | 042     | 038         | 017         | 037         | 039         | 064        | –          | 043  | 026  | –    | 032  | 052    |
| 36   | Pawel Wawilow          | 074        | –          | –          | 061     | 012     | 016     | –       | –       | –          | 014        | 012        | 062     | –       | 035         | 028         | –           | –           | –          | –          | –    | –    | –    | –    | 050    |
| 37   | Sergei Konowalow       | 035        | 048        | 036        | 005     | 018     | 015     | 037     | 042     | 019        | 034        | 042        | 056     | 047     | –           | –           | 053         | 046         | 038        | 036        | –    | –    | –    | –    | 047    |
| 38   | Petr Garabík           | 025        | 015        | 007        | 060     | 051     | 038     | 019     | 029     | –          | 061        | –          | –       | –       | 028         | 033         | 057         | DNS         | 050        | 047        | 046  | 021  | –    | 023  | 046    |
| 39   | Jay Hakkinen           | 077        | –          | 062        | 063     | 048     | 041     | 023     | 032     | –          | 072        | –          | 064     | –       | 016         | 024         | 005         | 031         | 059        | DNS        | 048  | 047  | 018  | 028  | 044    |
| 40   | Andrij Derysemlja      | 055        | 021        | 056        | 024     | 068     | –       | 039     | 036     | –          | 030        | 031        | 026     | 027     | 065         | –           | 049         | 050         | 055        | 042        | 033  | 003  | –    | 014  | 043    |
| 41   | Wiesław Ziemianin      | 069        | –          | 078        | 068     | 027     | 049     | 024     | 030     | –          | 047        | 051        | 017     | 008     | 067         | –           | –           | –           | –          | –          | 060  | 017  | –    | 027  | 038    |
| 42   | Yukio Mochizuki        | 071        | –          | –          | 032     | 086     | –       | 015     | 026     | –          | 064        | –          | 069     | –       | 031         | 047         | 048         | 056         | 016        | 010        | 071  | 068  | –    | –    | 037    |
| 43   | Tomaž Globočnik        | 016        | 025        | 033        | 048     | 053     | 045     | 012     | 019     | –          | 029        | 026        | 036     | 035     | 045         | 041         | 028         | 043         | DNS        | –          | 034  | 028  | –    | 049  | 032    |
| 44   | Enrico Tach            | 024        | 037        | 012        | 015     | 061     | –       | –       | –       | –          | 066        | –          | 074     | –       | –           | –           | 034         | 040         | 048        | 038        | –    | 072  | –    | –    | 027    |
| 45   | Jēkabs Nākums          | 033        | DNS        | 024        | 018     | 077     | –       | –       | –       | –          | 101        | –          | 055     | 050     | 010         | 034         | 054         | 051         | 040        | 030        | 047  | 035  | –    | DNF  | 026    |
| 46   | Wojciech Kozub         | 019        | 020        | DNS        | DNS     | 055     | 055     | –       | –       | –          | 052        | 049        | 025     | 040     | 061         | –           | –           | –           | –          | –          | 015  | 033  | –    | 039  | 025    |
| 47   | Fredrik Kuoppa         | DNS        | –          | DNS        | –       | –       | –       | 043     | 040     | –          | 003        | 027        | 032     | 041     | DNS         | –           | –           | –           | –          | –          | 027  | DNF  | –    | –    | 024    |
| 48   | Aleksander Grajf       | 034        | DNF        | 065        | 028     | DNF     | –       | 060     | DNF     | –          | 009        | 019        | 059     | DNS     | –           | –           | 039         | 038         | 058        | DNS        | DNF  | 059  | –    | 042  | 024    |
| 49   | Alexander Wolf         | 028        | 032        | 065        | 039     | 010     | 030     | 054     | DNF     | –          | 045        | 036        | 028     | 031     | –           | –           | 032         | 021         | 034        | 025        | –    | 045  | –    | 050  | 022    |
| 50   | Andreas Heymann        | 025        | 040        | 082        | 019     | 042     | 036     | 035     | 024     | –          | 068        | –          | 040     | 030     | 055         | 040         | 026         | 023         | 063        | –          | 068  | 030  | –    | 017  | 022    |
| 51   | Devis Da Canal         | 023        | 028        | 046        | 035     | 037     | 021     | –       | –       | –          | 062        | –          | 030     | DNF     | –           | –           | 030         | 018         | 025        | 021        | 052  | 043  | –    | 043  | 022    |
| 52   | Gundars Upenieks       | 073        | –          | 035        | 059     | 032     | 048     | –       | –       | –          | 067        | –          | 041     | DNS     | 014         | 031         | 041         | 041         | 020        | DNS        | 051  | 060  | –    | DNS  | 018    |
| 53   | Julien Robert          | 050        | 033        | 028        | 040     | 020     | 034     | 066     | –       | –          | 073        | –          | 061     | –       | –           | –           | –           | –           | –          | –          | 016  | 034  | –    | 026  | 016    |
| 54   | Pjotr Iwaschka         | 031        | 052        | 054        | 066     | 041     | 037     | 056     | 052     | –          | 026        | 044        | 073     | –       | 015         | 022         | –           | –           | –          | –          | 057  | 075  | –    | –    | 015    |
| 55   | Roman Dostál           | 063        | –          | 079        | 012     | 073     | –       | 030     | 031     | –          | –          | –          | –       | –       | –           | –           | 050         | 042         | 030        | 029        | DNS  | –    | –    | –    | 014    |
| 56   | Pieralberto Carrara    | 080        | –          | 030        | DNF     | 036     | 025     | –       | –       | –          | 036        | 054        | 035     | 014     | 034         | 044         | 061         | –           | 043        | DNF        | –    | –    | –    | –    | 013    |
| 57   | Tomasz Sikora          | DNS        | –          | 069        | 062     | 064     | –       | 053     | 044     | –          | 055        | 040        | –       | –       | 059         | DNS         | –           | –           | –          | –          | 014  | 041  | –    | DNS  | 012    |
| 58   | Wjatscheslaw Derkatsch | 079        | –          | 074        | 082     | 044     | 046     | 051     | 039     | –          | 090        | –          | 042     | 043     | 018         | 032         | –           | –           | –          | –          | 058  | 024  | –    | 036  | 010    |
| 59   | Hans Achorner          | 078        | –          | 045        | 041     | 071     | –       | –       | –       | –          | 092        | –          | 072     | –       | –           | –           | 044         | 037         | 017        | 040        | –    | 078  | –    | –    | 009    |
| 60   | Mikko Uusipaikka       | 075        | –          | 058        | 050     | 021     | 023     | –       | –       | –          | 033        | 041        | 052     | DNS     | 045         | 057         | –           | –           | –          | –          | –    | 061  | –    | –    | 008    |
| 61   | Tord Wiksten           | 053        | 055        | 020        | 065     | 060     | 059     | 050     | DNF     | –          | 046        | 059        | 054     | 044     | 064         | –           | –           | –           | –          | –          | 056  | 049  | –    | DNS  | 006    |
| 62   | Zdeněk Vítek           | –          | –          | –          | –       | –       | –       | 041     | 033     | –          | 057        | 033        | –       | –       | 023         | 045         | 040         | 035         | 039        | 037        | 050  | 053  | –    | 024  | 005    |
| 63   | Matjaž Poklukar        | 056        | 038        | 022        | 027     | 030     | 035     | 046     | 043     | –          | 078        | –          | 060     | DNF     | –           | –           | 055         | 052         | 057        | DNS        | 042  | DNF  | –    | –    | 004    |
| 64   | Kyōji Suga             | 052        | 044        | 057        | 043     | 023     | 044     | –       | –       | –          | –          | –          | –       | –       | –           | –           | 052         | DNF         | 033        | 033        | 044  | 038  | –    | 030  | 003    |
| 65   | Harri Eloranta         | –          | –          | –          | –       | –       | –       | –       | –       | –          | 023        | 045        | 044     | 048     | –           | –           | –           | –           | –          | –          | 067  | 070  | –    | –    | 003    |
| 66   | Reinhard Neuner        | 057        | 049        | 029        | 049     | 039     | 040     | 058     | 051     | –          | 031        | 047        | 038     | 024     | 044         | 050         | 031         | 044         | 047        | 035        | 031  | 079  | –    | –    | 002    |
| 67   | Mykola Krupnyk         | 051        | 053        | –          | 047     | –       | –       | –       | –       | –          | –          | –          | –       | –       | 024         | 037         | –           | –           | –          | –          | –    | –    | –    | –    | 002    |
| 68   | Hironao Meguro         | 068        | –          | 067        | 080     | –       | –       | 026     | 025     | –          | 081        | –          | 070     | –       | 041         | 054         | 051         | 034         | 037        | 048        | 030  | 051  | –    | 037  | 001    |
| 69   | Rickard Noberius       | 086        | –          | DNF        | 083     | 067     | –       | 052     | 049     | –          | –          | –          | –       | –       | 060         | 053         | –           | –           | –          | –          | 025  | 055  | –    | 046  | 001    |
| 70   | Marian Málek           | 070        | –          | 025        | 095     | 062     | –       | –       | –       | –          | 043        | 052        | –       | –       | 048         | 049         | –           | –           | –          | –          | –    | –    | –    | –    | 001    |

| Legende | Legende | Legende | Legende                                                    |
| ------- | ------- | ------- | ---------------------------------------------------------- |
| 1       | 2       | 3       | Podest-Platzierungen                                       |
| 4–10    | 4–10    | 4–10    | übrige Top-10-Platzierungen                                |
| 11–25   | 11–25   | 11–25   | Rennen innerhalb der Punkteränge beendet                   |
| ab 26   | ab 26   | ab 26   | Rennen außerhalb der Punkteränge beendet                   |
| LAP     | LAP     | LAP     | Lapped / Überrundet und damit ausgeschieden                |
| DNF     | DNF     | DNF     | Did not finish / Rennen begonnen aber nicht beendet        |
| DNS     | DNS     | DNS     | Did not start / Gemeldet, aber nicht zum Rennen angetreten |

## Frauen

### Resultate
| 1. Weltcup in Hochfilzen, 11. Dezember 1998 – 7. Dezember 1998 | 1. Weltcup in Hochfilzen, 11. Dezember 1998 – 7. Dezember 1998 | 1. Weltcup in Hochfilzen, 11. Dezember 1998 – 7. Dezember 1998 | 1. Weltcup in Hochfilzen, 11. Dezember 1998 – 7. Dezember 1998 | 1. Weltcup in Hochfilzen, 11. Dezember 1998 – 7. Dezember 1998 |
| -------------------------------------------------------------- | -------------------------------------------------------------- | -------------------------------------------------------------- | -------------------------------------------------------------- | -------------------------------------------------------------- |
| Datum                                                          | Disziplin                                                      | Erster Platz                                                   | Zweiter Platz                                                  | Dritter Platz                                                  |
| 11. Dezember 1998 (Fr.)                                        | Sprint (7,5 km)                                                | Magdalena Forsberg                                             | Corinne Niogret                                                | Galina Kuklewa                                                 |
| 12. Dezember 1998 (Sa.)                                        | Verfolgung (10 km)                                             | Magdalena Forsberg                                             | Corinne Niogret                                                | Simone Greiner-Petter-Memm                                     |
| 13. Dezember 1998 (So.)                                        | Einzel (15 km)                                                 | Uschi Disl                                                     | Magdalena Forsberg                                             | Corinne Niogret                                                |

| 2. Weltcup in Osrblie, 16. Dezember 1998 – 20. Dezember 1998 | 2. Weltcup in Osrblie, 16. Dezember 1998 – 20. Dezember 1998 | 2. Weltcup in Osrblie, 16. Dezember 1998 – 20. Dezember 1998                  | 2. Weltcup in Osrblie, 16. Dezember 1998 – 20. Dezember 1998                               | 2. Weltcup in Osrblie, 16. Dezember 1998 – 20. Dezember 1998      |
| ------------------------------------------------------------ | ------------------------------------------------------------ | ----------------------------------------------------------------------------- | ------------------------------------------------------------------------------------------ | ----------------------------------------------------------------- |
| Datum                                                        | Disziplin                                                    | Erster Platz                                                                  | Zweiter Platz                                                                              | Dritter Platz                                                     |
| 16. Dezember 1998 (Mi.)                                      | Einzel (15 km)                                               | Uschi Disl                                                                    | Albina Achatowa                                                                            | Magdalena Forsberg                                                |
| 18. Dezember 1998 (Fr.)                                      | Staffel (4 × 7,5 km)                                         | Deutschland Uschi Disl Simone Greiner-Petter-Memm Katrin Apel Martina Zellner | Belarus Irina Tananajko Swjatlana Paramyhina Natallja Murschtschakina Natallja Ryschankowa | Russland Anna Wolkowa Galina Kuklewa Olga Romasko Albina Achatowa |
| 19. Dezember 1998 (Sa.)                                      | Sprint (7,5 km)                                              | Simone Greiner-Petter-Memm                                                    | Uschi Disl                                                                                 | Liv Grete Skjelbreid                                              |
| 20. Dezember 1998 (So.)                                      | Verfolgung (10 km)                                           | Uschi Disl                                                                    | Simone Greiner-Petter-Memm                                                                 | Katrin Apel                                                       |

| 3. Weltcup in Oberhof, 8. Januar 1999 – 10. Januar 1999 | 3. Weltcup in Oberhof, 8. Januar 1999 – 10. Januar 1999 | 3. Weltcup in Oberhof, 8. Januar 1999 – 10. Januar 1999                         | 3. Weltcup in Oberhof, 8. Januar 1999 – 10. Januar 1999               | 3. Weltcup in Oberhof, 8. Januar 1999 – 10. Januar 1999                          |
| ------------------------------------------------------- | ------------------------------------------------------- | ------------------------------------------------------------------------------- | --------------------------------------------------------------------- | -------------------------------------------------------------------------------- |
| Datum                                                   | Disziplin                                               | Erster Platz                                                                    | Zweiter Platz                                                         | Dritter Platz                                                                    |
| 8. Januar 1999 (Fr.)                                    | Sprint (7,5 km)                                         | Liv Grete Skjelbreid                                                            | Olena Subrylowa                                                       | Nadeschda Talanowa                                                               |
| 9. Januar 1999 (Sa.)                                    | Verfolgung (10 km)                                      | Liv Grete Skjelbreid                                                            | Olena Subrylowa                                                       | Magdalena Forsberg                                                               |
| 10. Januar 1999 (So.)                                   | Staffel (4 × 7,5 km)                                    | Deutschland Uschi Disl Simone Greiner-Petter-Memm Andrea Henkel Martina Zellner | Russland Anna Wolkowa Olga Romasko Albina Achatowa Nadeschda Talanowa | Frankreich Delphyne Heymann-Burlet Emmanuelle Claret Anne Briand Corinne Niogret |

| 4. Weltcup in Ruhpolding, 13. Januar 1999 – 17. Januar 1999 | 4. Weltcup in Ruhpolding, 13. Januar 1999 – 17. Januar 1999 | 4. Weltcup in Ruhpolding, 13. Januar 1999 – 17. Januar 1999            | 4. Weltcup in Ruhpolding, 13. Januar 1999 – 17. Januar 1999                   | 4. Weltcup in Ruhpolding, 13. Januar 1999 – 17. Januar 1999                 |
| ----------------------------------------------------------- | ----------------------------------------------------------- | ---------------------------------------------------------------------- | ----------------------------------------------------------------------------- | --------------------------------------------------------------------------- |
| Datum                                                       | Disziplin                                                   | Erster Platz                                                           | Zweiter Platz                                                                 | Dritter Platz                                                               |
| 13. Januar 1999 (Mi.)                                       | Massenstart (12,5 km)                                       | Uschi Disl                                                             | Olena Subrylowa                                                               | Corinne Niogret                                                             |
| 14. Januar 1999 (Do.)                                       | Staffel (4 × 7,5 km)                                        | Ukraine Olena Subrylowa Olena Petrowa Nina Lemesch Tetjana Wodopjanowa | Deutschland Uschi Disl Katrin Apel Simone Greiner-Petter-Memm Martina Zellner | Russland Anna Wolkowa Nadeschda Talanowa Swetlana Ischmuratowa Olga Romasko |
| 16. Januar 1999 (Sa.)                                       | Sprint (7,5 km)                                             | Olena Subrylowa                                                        | Corinne Niogret                                                               | Gro Marit Istad                                                             |
| 17. Januar 1999 (So.)                                       | Verfolgung (10 km)                                          | Olena Subrylowa                                                        | Corinne Niogret                                                               | Magdalena Forsberg                                                          |

| 5. Weltcup in Antholz, 22. Januar 1999 – 24. Januar 1999 | 5. Weltcup in Antholz, 22. Januar 1999 – 24. Januar 1999 | 5. Weltcup in Antholz, 22. Januar 1999 – 24. Januar 1999                   | 5. Weltcup in Antholz, 22. Januar 1999 – 24. Januar 1999    | 5. Weltcup in Antholz, 22. Januar 1999 – 24. Januar 1999                      |
| -------------------------------------------------------- | -------------------------------------------------------- | -------------------------------------------------------------------------- | ----------------------------------------------------------- | ----------------------------------------------------------------------------- |
| Datum                                                    | Disziplin                                                | Erster Platz                                                               | Zweiter Platz                                               | Dritter Platz                                                                 |
| 22. Januar 1999 (Fr.)                                    | Sprint (7,5 km)                                          | Corinne Niogret                                                            | Magdalena Forsberg                                          | Olena Petrowa                                                                 |
| 23. Januar 1999 (Sa.)                                    | Verfolgung (10 km)                                       | Corinne Niogret                                                            | Magdalena Forsberg                                          | Olena Petrowa                                                                 |
| 24. Januar 1999 (So.)                                    | Staffel (4 × 7,5 km)                                     | Russland Albina Achatowa Anna Wolkowa Swetlana Ischmuratowa Galina Kuklewa | Deutschland Uschi Disl Katrin Apel Andrea Henkel Katja Beer | Frankreich Florence Baverel Christelle Gros Emmanuelle Claret Corinne Niogret |

| Biathlon-Weltmeisterschaften in Kontiolahti, 12. Februar 1999 – 14. Februar 1999 | Biathlon-Weltmeisterschaften in Kontiolahti, 12. Februar 1999 – 14. Februar 1999 | Biathlon-Weltmeisterschaften in Kontiolahti, 12. Februar 1999 – 14. Februar 1999 | Biathlon-Weltmeisterschaften in Kontiolahti, 12. Februar 1999 – 14. Februar 1999 | Biathlon-Weltmeisterschaften in Kontiolahti, 12. Februar 1999 – 14. Februar 1999    |
| -------------------------------------------------------------------------------- | -------------------------------------------------------------------------------- | -------------------------------------------------------------------------------- | -------------------------------------------------------------------------------- | ----------------------------------------------------------------------------------- |
| Datum                                                                            | Disziplin                                                                        | Erster Platz                                                                     | Zweiter Platz                                                                    | Dritter Platz                                                                       |
| 12. Februar 1999 (Fr.)                                                           | Sprint (7,5 km)                                                                  | Martina Zellner                                                                  | Magdalena Forsberg                                                               | Olena Subrylowa                                                                     |
| 13. Februar 1999 (Sa.)                                                           | Verfolgung (10 km)                                                               | Olena Subrylowa                                                                  | Martina Schwarzbacherová                                                         | Martina Zellner                                                                     |
| 14. Februar 1999 (So.)                                                           | Staffel (4 × 7,5 km)                                                             | Deutschland Uschi Disl Simone Greiner-Petter-Memm Katrin Apel Martina Zellner    | Russland Nadeschda Talanowa Galina Kuklewa Olga Romasko Albina Achatowa          | Frankreich Delphyne Heymann-Burlet Florence Baverel Christelle Gros Corinne Niogret |

| 6. Weltcup in Lake Placid, 25. Februar 1999 – 28. Februar 1999 | 6. Weltcup in Lake Placid, 25. Februar 1999 – 28. Februar 1999 | 6. Weltcup in Lake Placid, 25. Februar 1999 – 28. Februar 1999                           | 6. Weltcup in Lake Placid, 25. Februar 1999 – 28. Februar 1999      | 6. Weltcup in Lake Placid, 25. Februar 1999 – 28. Februar 1999   |
| -------------------------------------------------------------- | -------------------------------------------------------------- | ---------------------------------------------------------------------------------------- | ------------------------------------------------------------------- | ---------------------------------------------------------------- |
| Datum                                                          | Disziplin                                                      | Erster Platz                                                                             | Zweiter Platz                                                       | Dritter Platz                                                    |
| 25. Februar 1999 (Do.)                                         | Sprint (7,5 km)                                                | Magdalena Forsberg                                                                       | Olena Subrylowa                                                     | Martina Schwarzbacherová                                         |
| 27. Februar 1999 (Sa.)                                         | Verfolgung (10 km)                                             | Olena Subrylowa                                                                          | Magdalena Forsberg                                                  | Uschi Disl                                                       |
| 28. Februar 1999 (So.)                                         | Staffel (4 × 7,5 km)                                           | Norwegen Ann-Elen Skjelbreid Gro Marit Istad Liv Grete Skjelbreid Gunn Margit Andreassen | Ukraine Tetjana Rud Olena Petrowa Oksana Chwostenko Olena Subrylowa | Finnland Katja Holanti Outi Kettunen Annukka Mallat Eija Salonen |

| 7. Weltcup in Valcartier, 5. März 1999 – 6. März 1999 | 7. Weltcup in Valcartier, 5. März 1999 – 6. März 1999 | 7. Weltcup in Valcartier, 5. März 1999 – 6. März 1999 | 7. Weltcup in Valcartier, 5. März 1999 – 6. März 1999 | 7. Weltcup in Valcartier, 5. März 1999 – 6. März 1999 |
| ----------------------------------------------------- | ----------------------------------------------------- | ----------------------------------------------------- | ----------------------------------------------------- | ----------------------------------------------------- |
| Datum                                                 | Disziplin                                             | Erster Platz                                          | Zweiter Platz                                         | Dritter Platz                                         |
| 5. März (Fr.)                                         | Sprint (7,5 km)                                       | Liv Grete Skjelbreid                                  | Katrin Apel                                           | Magdalena Forsberg                                    |
| 6. März (Sa.)                                         | Verfolgung (10 km)                                    | Magdalena Forsberg                                    | Olena Subrylowa                                       | Martina Schwarzbacherová                              |

| 8. Weltcup in Holmenkollen, 11. März 1999 – 14. März 1999 | 8. Weltcup in Holmenkollen, 11. März 1999 – 14. März 1999 | 8. Weltcup in Holmenkollen, 11. März 1999 – 14. März 1999 | 8. Weltcup in Holmenkollen, 11. März 1999 – 14. März 1999 | 8. Weltcup in Holmenkollen, 11. März 1999 – 14. März 1999 |
| --------------------------------------------------------- | --------------------------------------------------------- | --------------------------------------------------------- | --------------------------------------------------------- | --------------------------------------------------------- |
| Datum                                                     | Disziplin                                                 | Erster Platz                                              | Zweiter Platz                                             | Dritter Platz                                             |
| 11. März (Do.)                                            | Einzel (15 km) WM                                         | Olena Subrylowa                                           | Corinne Niogret                                           | Albina Achatowa                                           |
| 12. März (Do.)                                            | Sprint (7,5 km)                                           | Olena Subrylowa                                           | Ann-Elen Skjelbreid                                       | Olena Petrowa                                             |
| 13. März 1999 (Sa.)                                       | Massenstart (12,5 km) WM                                  | Olena Subrylowa                                           | Olena Petrowa                                             | Magdalena Forsberg                                        |
| 14. März 1999 (So.)                                       | Verfolgung (10 km)                                        | Olena Subrylowa                                           | Ann-Elen Skjelbreid                                       | Olena Petrowa                                             |

### Weltcupstände
| Endstand nach 23 Rennen (Top 10) |                      |        |       |
| \| Rang \| Name \| Punkte \| Siege \| \| ---- \| -------------------- \| ------ \| ----- \| \| 01 \| Magdalena Forsberg \| 478 \| 4 \| \| 02 \| Olena Subrylowa \| 467 \| 8 \| \| 03 \| Uschi Disl \| 420 \| 4 \| \| 04 \| Corinne Niogret \| 375 \| 2 \| \| 05 \| Liv Grete Skjelbreid \| 313 \| 3 \| \| 06 \| Martina Zellner \| 302 \| 1 \| \| 07 \| Olena Petrowa \| 288 \| 0 \| \| 08 \| Katrin Apel \| 288 \| 0 \| \| 09 \| Albina Achatowa \| 275 \| 0 \| \| 10 \| Ann-Elen Skjelbreid \| 258 \| 0 \| |                      |        |       |
| Rang | Name                 | Punkte | Siege |
| 01 | Magdalena Forsberg   | 478    | 4     |
| 02 | Olena Subrylowa      | 467    | 8     |
| 03 | Uschi Disl           | 420    | 4     |
| 04 | Corinne Niogret      | 375    | 2     |
| 05 | Liv Grete Skjelbreid | 313    | 3     |
| 06 | Martina Zellner      | 302    | 1     |
| 07 | Olena Petrowa        | 288    | 0     |
| 08 | Katrin Apel          | 288    | 0     |
| 09 | Albina Achatowa      | 275    | 0     |
| 10 | Ann-Elen Skjelbreid  | 258    | 0     |

| Rang | Name                       | Punkte | Siege |
| ---- | -------------------------- | ------ | ----- |
| 01   | Uschi Disl                 | 77     | 2     |
| 02   | Magdalena Forsberg         | 70     | 0     |
| 03   | Albina Achatowa            | 50     | 0     |
| 04   | Corinne Niogret            | 50     | 0     |
| 05   | Martina Zellner            | 43     | 0     |
| 06   | Olena Subrylowa            | 42     | 1     |
| 07   | Simone Greiner-Petter-Memm | 42     | 0     |
| 08   | Yu Shumei                  | 35     | 0     |
| 09   | Swjatlana Paramyhina       | 35     | 0     |
| 10   | Outi Kettunen              | 33     | 0     |

| Rang | Name                 | Punkte | Siege |
| ---- | -------------------- | ------ | ----- |
| 01   | Magdalena Forsberg   | 193    | 2     |
| 02   | Olena Subrylowa      | 180    | 2     |
| 03   | Liv Grete Skjelbreid | 157    | 2     |
| 04   | Corinne Niogret      | 148    | 1     |
| 05   | Uschi Disl           | 134    | 0     |
| 06   | Martina Zellner      | 113    | 1     |
| 07   | Olena Petrowa        | 111    | 0     |
| 08   | Katrin Apel          | 110    | 0     |
| 09   | Ann-Elen Skjelbreid  | 105    | 0     |
| 10   | Ekaterina Dafowska   | 88     | 0     |

| Rang | Name                 | Punkte | Siege |
| ---- | -------------------- | ------ | ----- |
| 01   | Olena Subrylowa      | 208    | 4     |
| 02   | Magdalena Forsberg   | 203    | 2     |
| 03   | Uschi Disl           | 171    | 1     |
| 04   | Corinne Niogret      | 146    | 1     |
| 05   | Olena Petrowa        | 129    | 0     |
| 06   | Katrin Apel          | 126    | 0     |
| 07   | Liv Grete Skjelbreid | 121    | 1     |
| 08   | Martina Zellner      | 118    | 0     |
| 09   | Albina Achatowa      | 117    | 0     |
| 10   | Ann-Elen Skjelbreid  | 112    | 0     |

| Rang | Name                | Punkte | Siege |
| ---- | ------------------- | ------ | ----- |
| 01   | Olena Subrylowa     | 56     | 1     |
| 02   | Uschi Disl          | 49     | 1     |
| 03   | Magdalena Forsberg  | 45     | 0     |
| 04   | Katrin Apel         | 32     | 0     |
| 05   | Corinne Niogret     | 31     | 0     |
| 06   | Gro Marit Istad     | 31     | 0     |
| 07   | Ann-Elen Skjelbreid | 30     | 0     |
| 08   | Martina Zellner     | 30     | 0     |
| 09   | Olena Petrowa       | 26     | 0     |
| 10   | Galina Kuklewa      | 26     | 0     |

| Rang | Land        | Punkte | Siege |
| ---- | ----------- | ------ | ----- |
| 01   | Deutschland | 142    | 3     |
| 02   | Russland    | 130    | 1     |
| 03   | Ukraine     | 120    | 1     |
| 04   | Frankreich  | 114    | 0     |
| 05   | Norwegen    | 110    | 1     |
| 06   | Tschechien  | 95     | 0     |
| 07   | Belarus     | 78     | 0     |
| 08   | Bulgarien   | 77     | 0     |
| 09   | Polen       | 69     | 0     |
| 10   | Finnland    | 66     | 0     |

| Rang | Land        | Punkte | Siege |
| ---- | ----------- | ------ | ----- |
| 01   | Deutschland | 3568   | 7     |
| 02   | Russland    | 3439   | 1     |
| 03   | Ukraine     | 3402   | 4     |
| 04   | Norwegen    | 3364   | 3     |
| 05   | Frankreich  | 3297   | 1     |
| 06   | Tschechien  | 3026   | 0     |
| 07   | Finnland    | 2997   | 0     |
| 08   | Belarus     | 2744   | 0     |
| 09   | Slowakei    | 2715   | 0     |
| 10   | Slowenien   | 2690   | 0     |

### Tabelle

#### Ergebnisse Athletinnen
| Pos. | Biathlet                 | Hochfilzen | Hochfilzen | Hochfilzen | Osrblie | Osrblie | Osrblie | Oberhof | Oberhof | Ruhpolding | Ruhpolding | Ruhpolding | Antholz | Antholz | Kontiolahti | Kontiolahti | Lake Placid | Lake Placid | Valcartier | Valcartier | Oslo | Oslo | Oslo | Oslo | Punkte |
| Pos. | Biathlet                 | Sp         | Vf         | Ez         | Ez      | Sp      | Vf      | Sp      | Vf      | Ms         | Sp         | Vf         | Sp      | Vf      | Sp          | Vf          | Sp          | Vf          | Sp         | Vf         | Ez   | Sp   | Ms   | Vf   | Punkte |
| ---- | ------------------------ | ---------- | ---------- | ---------- | ------- | ------- | ------- | ------- | ------- | ---------- | ---------- | ---------- | ------- | ------- | ----------- | ----------- | ----------- | ----------- | ---------- | ---------- | ---- | ---- | ---- | ---- | ------ |
| 01   | Magdalena Forsberg       | 001        | 001        | 002        | 003     | 004     | 004     | 013     | 003     | 005        | 004        | 003        | 002     | 002     | 002         | 005         | 001         | 002         | 003        | 001        | 006  | DNS  | 003  | –    | 478    |
| 02   | Olena Subrylowa          | 023        | 017        | 014        | 034     | 018     | 018     | 002     | 002     | 002        | 001        | 001        | 012     | 007     | 003         | 001         | 002         | 001         | 007        | 002        | 001  | 001  | 001  | 001  | 467    |
| 03   | Uschi Disl               | 008        | 006        | 001        | 001     | 002     | 001     | 004     | 005     | 001        | 005        | 006        | 015     | 005     | 034         | 011         | 010         | 003         | –          | –          | 009  | 006  | 007  | 006  | 420    |
| 04   | Corinne Niogret          | 002        | 002        | 003        | 047     | 006     | 017     | 029     | 010     | 003        | 002        | 002        | 001     | 001     | 035         | 032         | 004         | 008         | 004        | 010        | 002  | 024  | 019  | 021  | 375    |
| 05   | Liv Grete Skjelbreid     | 005        | 012        | 021        | 008     | 003     | 019     | 001     | 001     | DNS        | –          | –          | 016     | 008     | 011         | 010         | 008         | 026         | 001        | 006        | 028  | 017  | 014  | 010  | 313    |
| 06   | Martina Zellner          | 007        | 007        | 009        | 012     | 014     | 010     | 049     | 031     | 010        | 006        | 008        | 024     | 026     | 001         | 003         | 016         | 020         | 020        | 008        | 014  | 012  | 012  | 009  | 302    |
| 07   | Olena Petrowa            | 015        | 009        | DNF        | 044     | 048     | 027     | 036     | 022     | –          | 010        | 007        | 003     | 003     | 010         | 006         | 006         | 005         | 036        | DNS        | 004  | 003  | 002  | 003  | 288    |
| 08   | Katrin Apel              | 012        | 005        | 006        | 037     | 005     | 003     | –       | –       | 011        | 027        | 010        | 020     | 023     | 019         | 022         | 011         | 012         | 002        | 004        | 035  | 005  | 009  | 004  | 288    |
| 09   | Albina Achatowa          | 016        | 011        | 043        | 002     | 011     | 006     | 015     | 012     | 013        | 030        | 012        | 008     | 004     | 004         | 004         | –           | –           | –          | –          | 003  | 015  | 018  | 016  | 275    |
| 10   | Ann-Elen Skjelbreid      | 004        | 004        | 035        | 015     | 015     | 015     | 017     | 008     | 009        | 007        | 005        | DNS     | –       | 008         | 012         | 029         | 029         | 026        | 036        | 032  | 002  | 013  | 002  | 258    |
| 11   | Ekaterina Dafowska       | 031        | 022        | 033        | 009     | 013     | 007     | 005     | 016     | 022        | 035        | 015        | 004     | 028     | 014         | 014         | 021         | 006         | 049        | 038        | 010  | 011  | 006  | 011  | 236    |
| 12   | Gro Marit Istad          | 011        | 008        | 046        | –       | 026     | 013     | 032     | 018     | 004        | 003        | 004        | 005     | 014     | 023         | 026         | 023         | 038         | 015        | 009        | 013  | 020  | 017  | 037  | 217    |
| 13   | Simone Greiner-Petter-M. | 006        | 003        | 004        | 006     | 001     | 002     | 019     | 017     | 006        | 015        | 011        | –       | –       | –           | –           | 026         | 016         | 044        | 027        | –    | –    | –    | –    | 214    |
| 14   | Andrea Henkel            | 010        | 013        | 013        | 022     | 012     | 005     | 007     | 007     | 015        | 028        | 033        | 030     | 025     | 012         | 018         | 009         | 014         | 030        | 041        | 026  | –    | 020  | –    | 188    |
| 15   | Martina Schwarzbacherová | 049        | 031        | 020        | 026     | 071     | –       | 018     | 020     | –          | 033        | 043        | –       | –       | 007         | 002         | 003         | 004         | 006        | 003        | 045  | 029  | 005  | 022  | 180    |
| 16   | Andreja Grašič           | 014        | DNF        | 018        | 016     | 025     | DNS     | –       | –       | –          | 013        | 017        | 007     | 022     | 009         | 009         | 012         | 015         | 034        | 021        | 011  | DNF  | 004  | –    | 177    |
| 17   | Nina Lemesch             | 030        | 025        | 025        | 021     | 042     | 011     | 014     | 009     | 024        | 012        | 013        | 017     | 006     | 016         | 019         | DNS         | –           | 017        | 017        | 027  | 044  | 011  | 035  | 159    |
| 18   | Eva Háková               | 025        | 050        | 066        | 032     | 045     | 033     | 020     | 019     | –          | 009        | 009        | –       | –       | 042         | DNS         | 007         | 010         | 019        | 005        | 019  | 008  | –    | 007  | 155    |
| 19   | Swetlana Ischmuratowa    | 063        | –          | 056        | 062     | 008     | 009     | 044     | 047     | 008        | 016        | 021        | 014     | 024     | 024         | 028         | 005         | 011         | 008        | 014        | –    | 026  | –    | 025  | 151    |
| 20   | Galina Kuklewa           | 003        | 018        | 022        | 017     | 031     | 029     | 033     | 044     | 018        | 031        | 020        | 040     | 017     | 032         | 016         | –           | –           | –          | –          | 017  | 004  | 008  | 005  | 148    |
| 21   | Swjatlana Paramyhina     | 013        | 047        | 011        | 024     | 039     | DNS     | 034     | 014     | 023        | 034        | 047        | 034     | 029     | 020         | 015         | 019         | 028         | 021        | 007        | 008  | 042  | 010  | 019  | 134    |
| 22   | Outi Kettunen            | 065        | –          | 017        | 004     | 022     | 026     | 063     | –       | 017        | 011        | 019        | 018     | 012     | 006         | 008         | 028         | 021         | 043        | DNS        | 024  | DNS  | DNF  | –    | 133    |
| 23   | Delphyne Heymann-Burlet  | 034        | 028        | 060        | 035     | 010     | 008     | 016     | 021     | 007        | 057        | 031        | 037     | 021     | 005         | 023         | 015         | 041         | 029        | 037        | 016  | 023  | DNF  | 015  | 132    |
| 24   | Katja Holanti            | 051        | 024        | 015        | 038     | 068     | –       | –       | –       | –          | 054        | DNF        | 006     | 019     | 015         | 007         | 044         | 013         | 005        | 012        | 036  | 051  | 015  | 033  | 129    |
| 25   | Gunn Margit Andreassen   | 018        | 010        | 007        | 023     | 007     | 012     | 011     | DNS     | 021        | DNS        | –          | –       | –       | 026         | 036         | 035         | 009         | 027        | 025        | 047  | 025  | –    | 017  | 127    |
| 26   | Nadeschda Talanowa       | –          | –          | –          | –       | –       | –       | 003     | 015     | 012        | 024        | 034        | 023     | 015     | 017         | 020         | 018         | 040         | 012        | 011        | –    | –    | –    | –    | 117    |
| 27   | Anna Stera               | 009        | 023        | 008        | 020     | 015     | 024     | 056     | 035     | 016        | 022        | 042        | 047     | 037     | 039         | 029         | –           | –           | –          | –          | 031  | 007  | –    | 013  | 103    |
| 28   | Olga Romasko             | 070        | –          | 063        | 014     | 080     | –       | 050     | 036     | –          | 008        | 016        | 026     | 020     | –           | –           | –           | –           | –          | –          | 007  | 009  | –    | 008  | 100    |
| 29   | Anna Wolkowa             | 020        | 020        | 027        | 036     | 017     | 032     | 025     | 030     | –          | 014        | 023        | 022     | 011     | 046         | 031         | –           | –           | –          | –          | 005  | 010  | –    | 020  | 099    |
| 30   | Tetjana Wodopjanowa      | 017        | 041        | 057        | 007     | 021     | 014     | 021     | 011     | 014        | 019        | 024        | DNS     | –       | –           | –           | –           | –           | –          | –          | –    | –    | –    | –    | 086    |
| 31   | Katja Beer               | 029        | 021        | 005        | 027     | 024     | 035     | –       | –       | –          | 043        | 022        | 010     | 018     | –           | –           | 022         | 007         | 035        | 031        | –    | 021  | –    | 027  | 084    |
| 32   | Florence Baverel         | 019        | 016        | 042        | 018     | 032     | 020     | 064     | –       | –          | 025        | 026        | 021     | 016     | –           | –           | 017         | 023         | 024        | 019        | 020  | 037  | –    | 023  | 077    |
| 33   | Anne Briand              | 052        | 046        | 054        | 028     | 034     | 022     | 012     | 023     | –          | 063        | –          | 011     | 013     | 018         | 027         | 060         | DNS         | 033        | 015        | 023  | 035  | 022  | 036  | 075    |
| 34   | Peggy Wagenführ          | –          | –          | –          | –       | 030     | 028     | 009     | 004     | 020        | 020        | 014        | –       | –       | –           | –           | 024         | 017         | 050        | 043        | –    | –    | –    | –    | 074    |
| 35   | Irena Česneková          | 064        | –          | 010        | 076     | 070     | –       | 030     | 039     | –          | 018        | 029        | –       | –       | 033         | 030         | 032         | 019         | 013        | 024        | 015  | 013  | DNF  | 038  | 070    |
| 36   | Anna Murínová            | 024        | 019        | 023        | –       | –       | –       | 048     | 028     | –          | 039        | 018        | –       | –       | 025         | 021         | 030         | 018         | 032        | 023        | 025  | 022  | 016  | 024  | 054    |
| 37   | Yu Shumei                | 043        | 034        | 012        | 005     | 009     | DNF     | –       | –       | –          | –          | –          | –       | –       | –           | –           | 039         | 034         | 041        | 044        | –    | –    | –    | –    | 052    |
| 38   | Mami Shindo              | 044        | 027        | 032        | 042     | 040     | 016     | 031     | 013     | –          | 040        | 041        | 048     | 041     | 043         | DNS         | 034         | DNF         | 010        | 013        | 038  | 039  | –    | 030  | 052    |
| 39   | Annukka Mallat           | –          | –          | –          | –       | –       | –       | –       | –       | –          | 021        | 036        | 035     | DNS     | –           | –           | 043         | 025         | 016        | 016        | 021  | 019  | –    | 014  | 050    |
| 40   | Nathalie Santer          | 039        | 037        | 038        | 043     | 052     | 041     | 006     | 006     | 019        | 049        | DNS        | 025     | 034     | 029         | 039         | 037         | 032         | 038        | DNS        | 054  | 052  | –    | DNF  | 048    |
| 41   | Irina Tananajko          | 075        | –          | 068        | 011     | 047     | 021     | 037     | 025     | –          | 037        | 039        | 050     | DNS     | 021         | 013         | –           | –           | –          | –          | 022  | 044  | 021  | DNS  | 048    |
| 42   | Lucija Larisi            | 021        | 014        | 048        | 049     | 054     | 036     | 022     | 038     | –          | 051        | 038        | 039     | 036     | 041         | DNS         | 050         | DNF         | 011        | 030        | 034  | 018  | –    | DNF  | 044    |
| 43   | Emmanuelle Claret        | 059        | 047        | 074        | 051     | 027     | 042     | 043     | 024     | –          | 055        | 045        | 009     | 010     | 044         | 042         | 027         | 027         | 028        | 018        | –    | 061  | –    | –    | 043    |
| 44   | Julija Kondratjewa       | 022        | 015        | 034        | 053     | 073     | –       | –       | –       | –          | –          | –          | –       | –       | –           | –           | 014         | 024         | 018        | 035        | –    | –    | –    | –    | 037    |
| 45   | Tamami Tanaka            | 067        | –          | 050        | 073     | 078     | –       | 010     | 045     | –          | 079        | –          | 013     | 039     | 045         | DNS         | 031         | 039         | 023        | 022        | 056  | 063  | –    | –    | 036    |
| 46   | Christelle Gros          | 066        | –          | 028        | 010     | 029     | 047     | 069     | –       | –          | 048        | 025        | 028     | 009     | –           | –           | 025         | 042         | 045        | 033        | –    | –    | –    | –    | 035    |
| 47   | Kateřina Losmanová       | 028        | 032        | 047        | 033     | 020     | 031     | 067     | –       | –          | 061        | –          | –       | –       | 027         | 025         | 013         | 022         | 022        | 020        | 037  | 033  | –    | 039  | 034    |
| 48   | Éva Tófalvi              | 078        | –          | 067        | 025     | 060     | 052     | 068     | –       | –          | 053        | 027        | –       | –       | –           | –           | 046         | 035         | 009        | 026        | 012  | 043  | –    | 028  | 032    |
| 49   | Natallja Ryschankowa     | 046        | 042        | DNF        | 045     | DNS     | –       | 054     | 043     | –          | 060        | DNS        | 036     | 031     | 013         | 017         | –           | –           | –          | –          | –    | –    | –    | –    | 022    |
| 50   | Magdalena Gwizdoń        | 038        | 043        | DNS        | DNS     | 028     | 023     | 008     | 026     | –          | 078        | –          | –       | –       | 030         | 035         | –           | –           | –          | –          | 048  | 046  | –    | 034  | 021    |
| 51   | Soňa Mihoková            | –          | –          | –          | 048     | 037     | 030     | 035     | 046     | –          | 029        | 046        | –       | –       | DNS         | –           | –           | –           | –          | –          | 033  | 014  | –    | 018  | 020    |
| 52   | Michelle Collard         | –          | –          | –          | –       | –       | –       | 042     | 053     | –          | 070        | –          | 027     | 043     | 056         | DNS         | 036         | 030         | 037        | 028        | 018  | 016  | –    | DNF  | 018    |
| 53   | Pawlina Filipowa         | 086        | –          | 073        | 078     | 081     | –       | 026     | 049     | –          | 056        | 055        | 057     | DNF     | 050         | 041         | –           | –           | –          | –          | 057  | 027  | –    | 012  | 014    |
| 54   | Sanna-Leena Perunka      | 071        | –          | 049        | 013     | 043     | 037     | –       | –       | –          | –          | –          | –       | –       | –           | –           | –           | –           | –          | –          | 043  | 036  | –    | 032  | 013    |
| 55   | Kara Salmela             | –          | –          | –          | –       | –       | –       | –       | –       | –          | 062        | –          | 038     | 042     | 028         | 034         | 049         | DNF         | 014        | 032        | 046  | 041  | –    | DNF  | 012    |
| 56   | Jitka Šimůnková          | 060        | 058        | 016        | 059     | 059     | 051     | –       | –       | –          | 069        | –          | –       | –       | –           | –           | –           | –           | –          | –          | –    | –    | –    | –    | 010    |
| 57   | Michela Ponza            | 032        | 033        | DNS        | 019     | 023     | 038     | –       | –       | –          | 052        | 040        | 031     | 038     | –           | –           | –           | –           | –          | –          | –    | –    | –    | –    | 010    |
| 58   | Natalja Sokolowa         | –          | –          | –          | –       | –       | –       | –       | –       | –          | 017        | 037        | –       | –       | –           | –           | –           | –           | –          | –          | –    | –    | –    | –    | 009    |
| 59   | Ryoko Takahashi          | 061        | –          | 052        | 070     | 067     | –       | 027     | 029     | –          | 023        | 035        | 041     | 045     | 053         | DNS         | 020         | 033         | DNS        | –          | –    | 070  | –    | –    | 009    |
| 60   | Mie Takeda               | 074        | –          | 058        | 072     | 061     | –       | 053     | 052     | –          | 082        | –          | 019     | 030     | –           | –           | 056         | DNF         | 031        | 039        | 055  | 066  | –    | –    | 007    |
| 61   | Natallja Murschtschakina | 077        | –          | 059        | 055     | 019     | 046     | 040     | 042     | –          | 046        | 032        | 051     | 035     | 038         | 044         | –           | –           | –          | –          | 058  | 059  | –    | DNS  | 007    |
| 62   | Kristina Brouneus        | 069        | –          | 019        | 040     | 064     | –       | 071     | –       | –          | 041        | 030        | 052     | 040     | 056         | DNS         | –           | –           | –          | –          | 053  | 050  | –    | DNF  | 007    |
| 63   | Irina Nikultschina       | 076        | –          | –          | 077     | 066     | –       | 066     | –       | –          | 083        | –          | 029     | 033     | 022         | 024         | –           | –           | –          | –          | 044  | 055  | –    | DNF  | 006    |
| 64   | Kathi Schwaab            | –          | –          | –          | –       | –       | –       | 023     | 032     | –          | –          | –          | 032     | 032     | –           | –           | –           | –           | –          | –          | –    | –    | –    | –    | 003    |
| 65   | Agata Suszka             | 042        | 038        | 024        | 067     | 045     | 044     | 038     | 027     | –          | 032        | 028        | –       | –       | 030         | 037         | –           | –           | –          | –          | 040  | 060  | –    | DNS  | 002    |
| 66   | Alena Walkawez           | 053        | 055        | 071        | DNS     | 074     | –       | 024     | 050     | –          | 071        | –          | –       | –       | –           | –           | –           | –           | –          | –          | –    | –    | –    | –    | 002    |
| 67   | Tetjana Rud              | 058        | 054        | 070        | 031     | 050     | 043     | DNS     | –       | –          | 050        | 049        | –       | –       | 040         | 033         | 053         | DNF         | 025        | 029        | –    | 031  | –    | 042  | 001    |
| 68   | Marcela Pavkovčeková     | 047        | 040        | 040        | 050     | 033     | 025     | 055     | 037     | –          | 045        | 054        | –       | –       | 054         | DNS         | –           | –           | –          | –          | –    | –    | –    | –    | 001    |
| 69   | Janet Klein              | 025        | 026        | 045        | 046     | –       | –       | DNS     | –       | –          | –          | –          | –       | –       | –           | –           | –           | –           | –          | –          | –    | –    | –    | –    | 001    |

| Legende | Legende | Legende | Legende                                                    |
| ------- | ------- | ------- | ---------------------------------------------------------- |
| 1       | 2       | 3       | Podest-Platzierungen                                       |
| 4–10    | 4–10    | 4–10    | übrige Top-10-Platzierungen                                |
| 11–25   | 11–25   | 11–25   | Rennen innerhalb der Punkteränge beendet                   |
| ab 26   | ab 26   | ab 26   | Rennen außerhalb der Punkteränge beendet                   |
| LAP     | LAP     | LAP     | Lapped / Überrundet und damit ausgeschieden                |
| DNF     | DNF     | DNF     | Did not finish / Rennen begonnen aber nicht beendet        |
| DNS     | DNS     | DNS     | Did not start / Gemeldet, aber nicht zum Rennen angetreten |